# Marc Sanglas i Alcantarilla
Marc Sanglas i Alcantarilla (Barcelona, 23 d'octubre del 1971) és un advocat i polític català, diputat al Parlament de Catalunya entre la novena i la dotzena legislatures.
Llicenciat en Dret per la Universitat Autònoma de Barcelona. És membre de diferents entitats de Sant Llorenç Savall com per exemple la comissió de festes, el ball de gitanes o la comissió de Reis. Militant d'Esquerra Republicana de Catalunya des del 1993 ha estat un dels fundadors de la secció local del partit a Sant Llorenç Savall. Ha estat regidor d'aquest municipi del 1995 al 2009 on ha ocupat diferents responsabilitats de govern, entre les quals cal destacar la de primer tinent d'alcalde entre el 2007 i el 2009. Entre el 2003 i el 2009 també va ser conseller comarcal del Vallès Occidental. Va ser elegit per primer cop diputat al Parlament de Catalunya en les eleccions del 2010. A les eleccions del 2015 fou elegit dins les llistes de Junts pel Sí. El 2021 no es va tornar a presentar a les eleccions al Parlament.